# Dragoș Vinereanu
Dragoș Vinereanu (n. 1966) este un medic român, membru corespondent al Academiei Române din 2017.